# Carolina Rosati

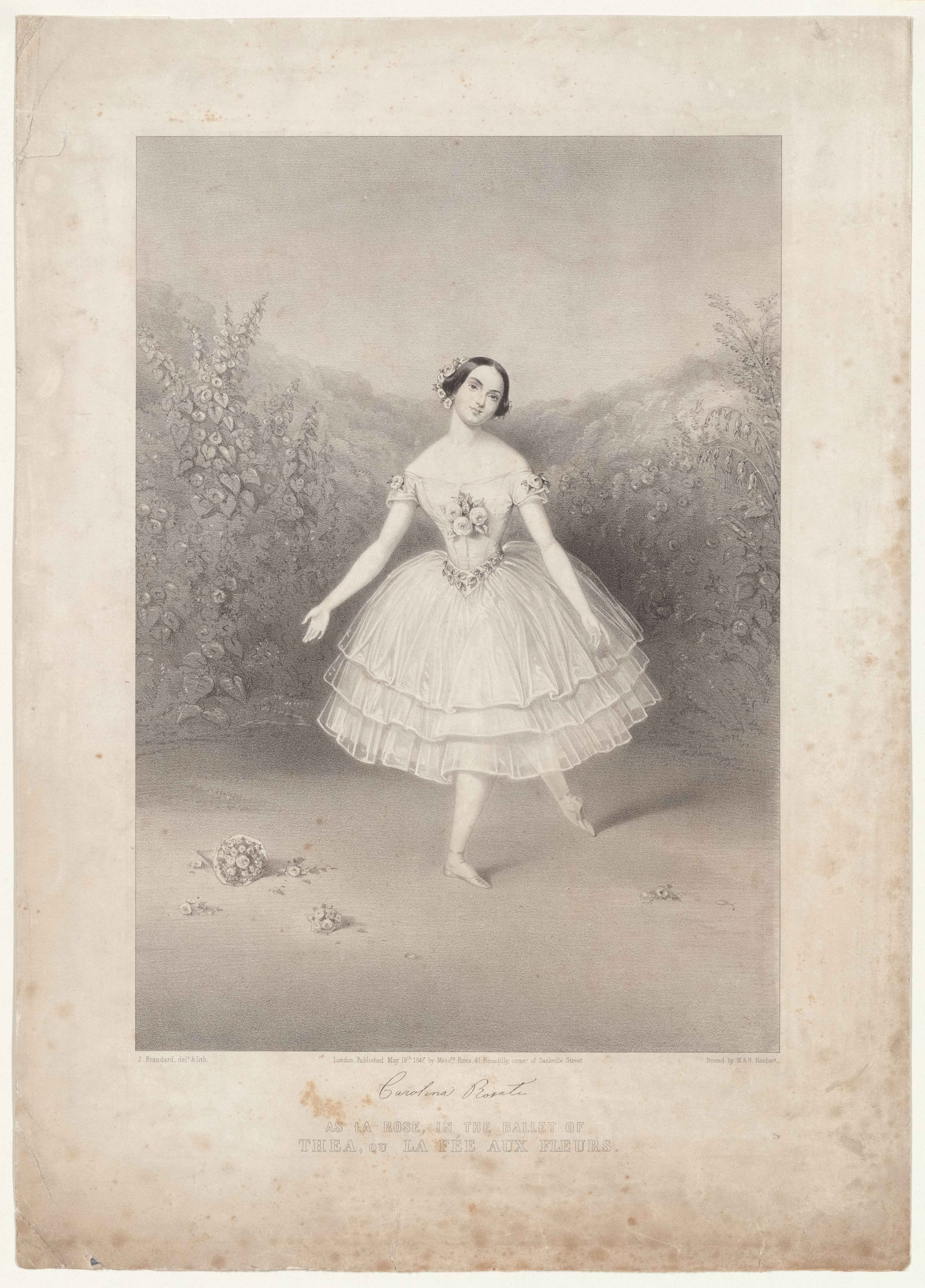
Carolina Rosati als die Rose im Ballett Thea, ou La Fée aux fleurs, 1847

Carolina Rosati, geb. Galletti (* 13. Dezember 1826 in Bologna; † Mai 1905 in Cannes) war eine italienische Primaballerina, die unter anderem in London, Paris und Russland wirkte.

## Leben
Sie wurde unter dem Namen Carolina Galletti als Tochter von Gallo Galletti und Annunziata Dotti in Bologna geboren und studierte bei Antonia Torelli, Briol und bei Carlo Blasis in Mailand. Berühmt wurde sie unter dem Nachnamen ihres Mannes Francesco Rosati, der ebenfalls Tänzer war.
Bereits mit 7 Jahren stand sie zum ersten Mal auf der Bühne. 1841, mit 14 Jahren, wurde sie als Primaballerina am Teatro di Apollo in Rom engagiert und tanzte 1843 in Triest und Parma. 1846 trat sie gemeinsam mit ihrem Mann Francesco an der Mailänder Scala auf.

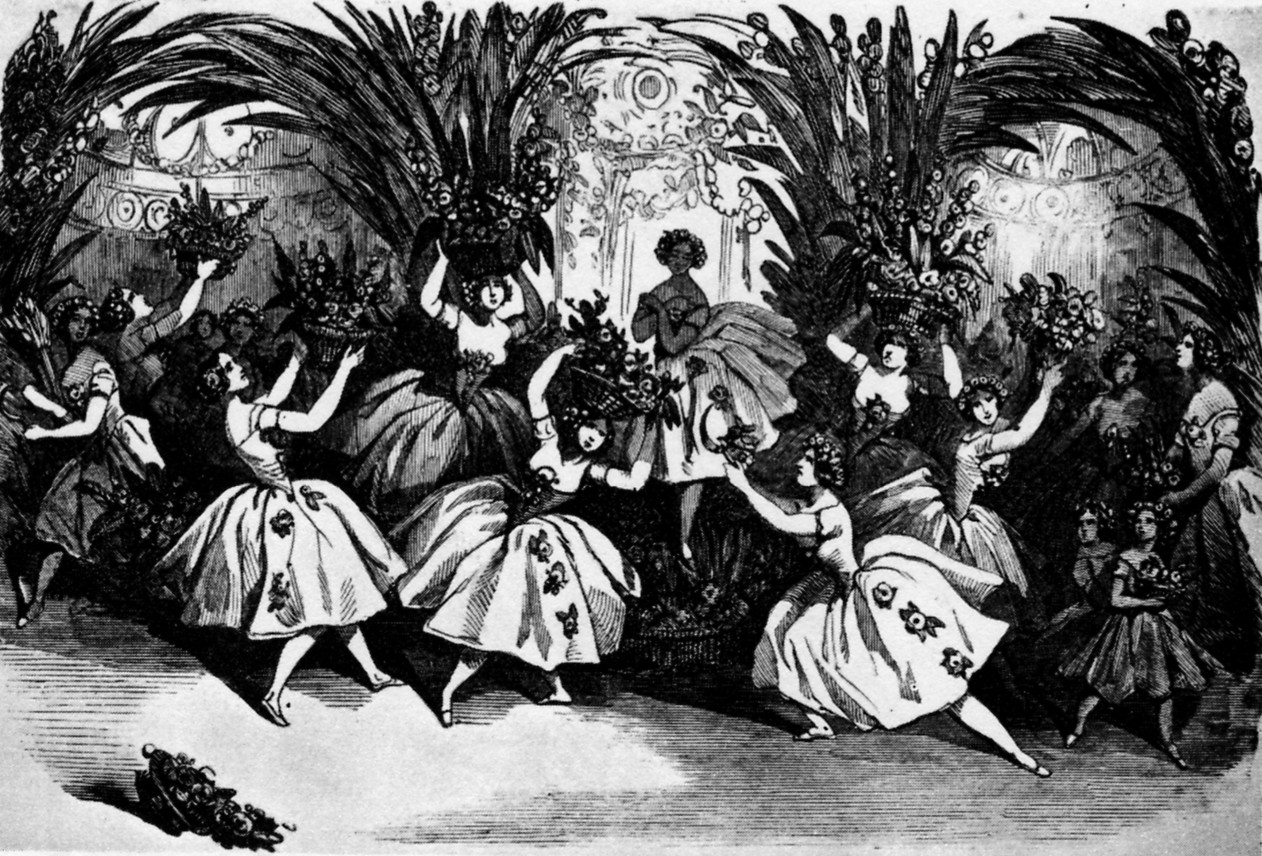
Carolina Rosati mit Carlotta Grisi, Marie Taglioni und Fanny Cerrito in dem Ballett Les quatre Saisons, 1848

1847 folgte sie einem Ruf an das Her Majesty’s Theatre in London, wo sie in den folgenden zwei Jahren auftrat. In Jules Perrots berühmtem Pas de quatre übernahm sie die Rolle, die ursprünglich von Lucile Grahn getanzt worden war. Die Rosati tanzte außerdem in Perrots Les Quatres Saisons (1848). Paul Taglioni kreierte für sie Hauptrollen in Balletten wie Fiorita (1848) und La prima ballerina (1849), Coralia und La Reine des Elfrides.
Die Rosati war körperlich keine der ganz schmalen, ätherischen Ballerinen, sondern relativ kräftig und „rundlich“. Dabei besaß sie jedoch Lebhaftigkeit und Anmut und war perfekt im Spitzentanz. Ganz besonders wurde ihre große Ausdrucksfähigkeit geschätzt, und Francesco Regli schrieb über sie:

„Die Rosati ist nicht nur eine sehr große Tänzerin, sondern eine Mimin par excellence, und wir werden sie niemals vergessen, wie sie in Cortesis Faust über der Leiche des Vaters weinte. Sie hat uns bewegt … wie die Marchionni, die Bettini und die Rachel. Eine Geste der Rosati ist wie ein magischer Pinselstrich eines inspirierten Malers, so wie ihr Tanz der Tanz der Sylphen ist. Nicht unrecht hatte, wer sie „die Poesie in Aktion“ nannte.“

1851 debütierte Carolina Rosati in Paris im Ballett-Divertissement zu Halévys Oper La tempête. Sie war zu dieser Zeit auch immer wieder in London zu sehen.

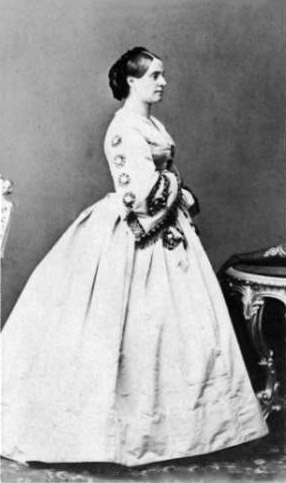
Carolina Rosati auf einer Fotografie von ca. 1860

1853 trat sie an der Opéra de Paris in Joseph Maziliers Jovita ou les Boucaniers auf, mit so großem Erfolg, dass man sie fest engagierte. Sie war in Paris die höchstbezahlte Tänzerin ihrer Zeit. Besondere Erfolge feierte sie 1856 mit ihrer Interpretation der Médora in Adolphe Adams letztem Ballett Le Corsaire, und 1857 in Marco Spada, ou La Fille du Bandit  zur Musik von Auber. Andere Uraufführungen von Mazilier, in denen die Rosati tanzte, waren  La Fonti (1855) und Flora.
Ihre Pariser Zeit wurde jedoch zuletzt durch Rivalitäten mit Amalia Ferraris überschattet,  so dass sie ihren Vertrag mit der Oper brach und 1859 eine Einladung nach Sankt Petersburg annahm, wo sie bis 1862 an den kaiserlichen Theatern auftrat. Ihre letzte Rolle war die Aspicia in der Premiere von Marius Petipas erstem großem Erfolgs-Ballet La Fille du Pharaon (1862).
Danach zog sie sich von der Bühne zurück und lebte später in Frankreich.